# Hatsuhinode

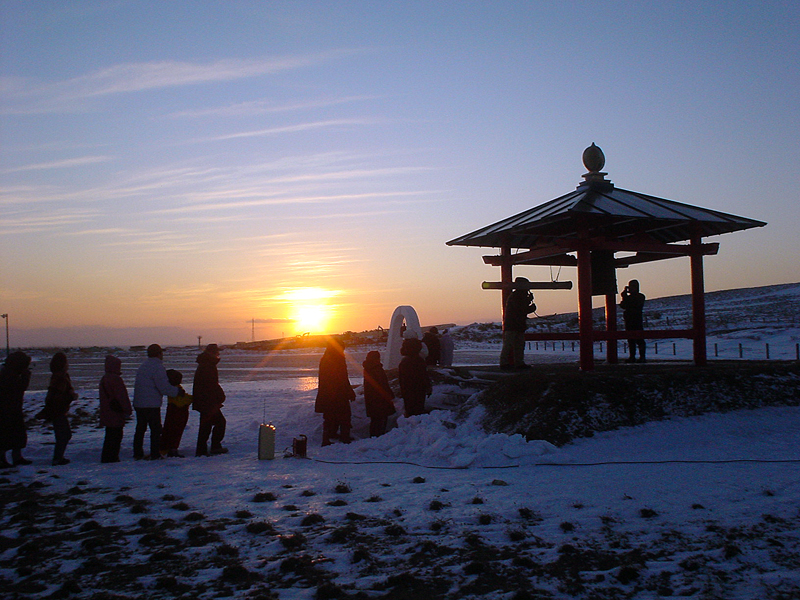
Hatsuhinode am Kap Sōya auf Hokkaidō

Der Begriff Hatsuhinode (japanisch 初日の出) bezeichnet den ersten Sonnenaufgang eines neuen Jahres. In Japan ist es ein weit verbreiteter Neujahrsbrauch, sich in der Morgendämmerung zu Neujahr zu versammeln und den ersten Sonnenaufgang zu betrachten.

## Herkunft

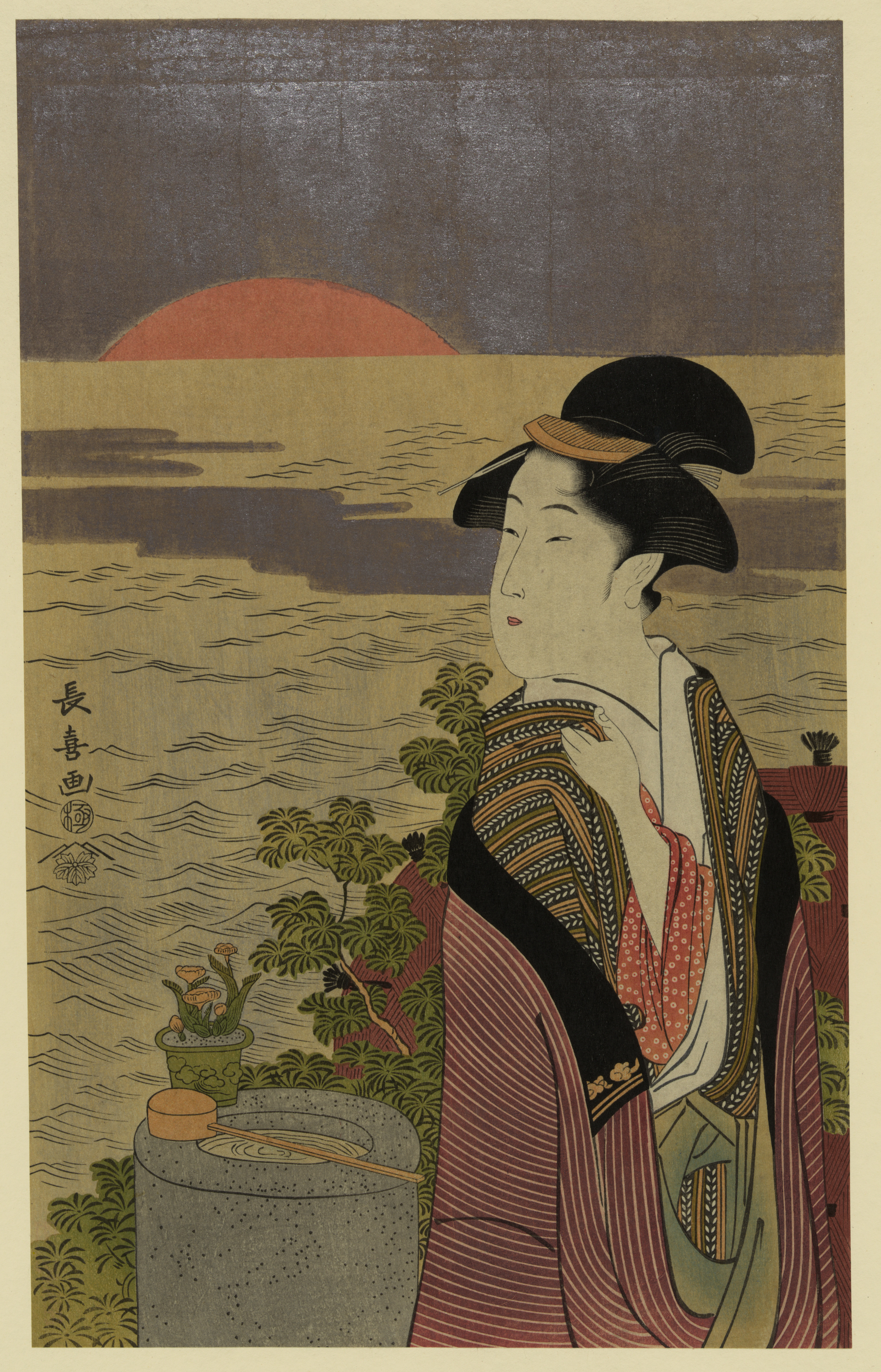
Der Farbholzschnitt „Hatsuhinode“ von Eishōsai Chōki (1790)

Hatsuhinode ist ein altertümlicher Brauch in Japan, der jedoch erst nach der Meiji-Zeit beliebter geworden ist. Der Neujahrsbrauch ist verbunden mit der Legende der Gottheit Amaterasu, die im Shintō die Sonne und das Licht personifiziert. Außerdem herrschte lange der Glaube, dass Toshigami, ein glückbringender Gott, mit dem Hatsuhinode erscheint. Aus diesem Grund ist Hatsuhinode noch heute eine Sitte, die Glück bringen soll und so mit der feierlichen Stimmung (めでたい medetai) des japanischen Neujahrsfestes verbunden ist.

## Hatsuhinode-Spots
Landesweit gibt es verschiedene Spots für den Hatsuhinode-Brauch. Beliebt sind vor allem Küsten und Berggipfel, Aussichtsplattformen sowie die obersten Stockwerke hoher Gebäude (wie Wolkenkratzer oder Funktürme), die einen guten Ausblick auf die Horizontlinie bieten. Ferner bieten mehrere Fluggesellschaften wie z. B. All Nippon Airways, Japan Airlines oder StarFlyer sogenannte „Hatsuhinode-Flüge“ (初日の出フライト Hatsuhinode-furaito) an, die am 1. Januar zwischen 4 Uhr und 5 Uhr starten und meist den Fuji umkreisen, um den Passagieren dessen Betrachtung mit dem Hatsuhinode zu ermöglichen.

## Sichtbarkeit und Uhrzeit
Damit die genaue Uhrzeit des Hatsuhinode vorhergesagt werden kann, führt das National Astronomical Observatory of Japan im Vorfeld astronomische Beobachtungen aus. Außerdem legt die Behörde etwa 50–60 Spots fest, an denen der früheste Hatsuhinode-Sonnenaufgang gesehen werden kann. Die konkrete Uhrzeit kann dann bequem über Wetterdienste nachgeschlagen werden. In dieser Jahreszeit ist jedoch an der Küste des Japanischen Meeres die Wahrscheinlichkeit für Schnee und bewölktes Wetter hoch. An der Pazifikküste hingegen ist gutes Wetter und somit eine gute Sichtbarkeit des Hatsuhinode wahrscheinlich.

## Bedeutung
Der Anlass des Hatsuhinode wird oftmals genutzt, um für Wünsche oder Entscheidungen für das neue Jahr zu beten.

## Auswirkungen auf den öffentlichen Nahverkehr
In vielen japanischen Städten gibt es ein zusätzliches Angebot in der Nacht vom 31. Dezember zum 1. Januar, d. h., es herrscht häufig ein durchgehender Bahnverkehr bis zur Wiederaufnahme des regulären Linienverkehrs.

## Poesie
Der Hatsuhinode-Brauch findet sich auch in der japanischen Poesie und Malerei, wobei die Künstler besonders das Thema des hatsu (japanisch 初 (erstes)) würdigen, also Dinge, die im neuen Jahr das erste Mal geschehen.